# توماس أ. بوب
توماس أ. بوب (بالإنجليزية: Thomas A. Pope)‏ هو عسكري أمريكي، ولد في 15 ديسمبر 1894 في شيكاغو في الولايات المتحدة، وتوفي في 14 يونيو 1989.